# Xã Upper Augusta, Quận Northumberland, Pennsylvania
Xã Upper Augusta (tiếng Anh: Upper Augusta Township) là một xã thuộc quận Northumberland, tiểu bang Pennsylvania, Hoa Kỳ. Năm 2010, dân số của xã này là 2.586 người.